# Murtosa
Murtosa es un municipio situado en el distrito de Aveiro, Portugal. Según el censo de 2021, tiene una población de 10 478 habitantes.
Tiene una superficie de 73,09 km² de área y está subdividido en 4 freguesias. 
El municipio se divide en dos por el brazo norte de la ría de Aveiro. El territorio principal, donde se localiza la villa homónima, limita al nordeste con el municipio de Estarreja y al sur está conectado a los municipios de Albergaria-a-Velha y Aveiro a través de la ría de Aveiro, que también lo rodea por occidente. El territorio secundario limita al norte, por tierra, con el municipio de Ovar y al sur con el de Aveiro, y tiene litoral en la ría de Aveiro al este y en el océano Atlántico al oeste. 

## Historia
Fue creado en 1926 por desmembramiento del municipio de Estarreja. 

## Demografía
| Gráfica de evolución demográfica de Murtosa entre 1930 y 2021 |
|                                                               |
| Datos según el nomenclátor publicado por el INE portugués.    |

## Freguesias
- Bunheiro
- Monte
- Murtosa
- Torreira